# Qairat (nome)
Qairat (in cirillico: Қайрат; in arabo: قايرات; traslitterato anche come Kairat e Qayrat) è un nome proprio di persona kazako maschile.

## Varianti in altre lingue
- Kirghiso: Кайрат (Kajrat)[1]

## Origine e diffusione
Riprende un termine persiano, a sua volta di origine araba, che vuol dire "forza, potere, coraggio".

## Onomastico
Il nome è adespota, non essendo portato da alcun santo. L'onomastico si può festeggiare il 1º novembre, per Ognissanti.

## Persone
- Qairat Ahmetov, artista marziale misto kazako
- Qairat Äşırbekov, calciatore kazako
- Qairat Bäikenov, ex giocatore di calcio a 5 kazako
- Qairat Eraliev, pugile kazako
- Qairat Nūrdäuletov, allenatore di calcio ed ex calciatore kazako
- Qairat Otabaev, ex calciatore kazako
- Qairat Toksanbaev, ex giocatore di calcio a 5 kazako

### Variante Kajrat
- Kajrat Žyrgalbek uulu, calciatore khirghiso